# ペビバイト
ペビバイト (pebibyte) とはコンピュータの容量や記憶装置の大きさをあらわす情報の単位の一つ。PiBと略記される。
1 PiB = 250 B = 1,125,899,906,842,624 B
SI接頭辞ペタがついたペタバイトと同じく250バイトを表す言葉である。しかし本来SI接頭語であり1015を表すペタを使ったペタバイトは1,000,000,000,000,000バイトに用いられることもある。このような混乱を避けるためIECが決めた二進接頭辞を取り入れペビバイト = 250バイトとしており、250バイトという意味ではこの呼び名が推奨される。ペタバイトと違い千兆バイトという意味で使えない。